# 士幌線
士幌線（日语：／ Shihoro sen */?）曾經是一條由日本北海道帶廣市根室本線的帶廣站分岔，沿十勝平原北上至河東郡上士幌町的十勝三股站，屬於日本國有鐵道營運的鐵路線（地方交通線）。伴隨國鐵再建法的制定，1984年獲指定為第2次特定地方交通線，在國鐵民營化前的1987年3月23日全線廢除。

## 路線資料（廢除時）
- 管轄：日本國有鐵道
- 路線距離（營業距離）：帶廣－十勝三股 78.3公里（糠平－十勝三股由巴士代行）[1][2]
- 未成路段：十勝三股—上川
- 軌距：1067毫米[1]
- 車站、臨時乘降場數：20個（包括起終點站。車站15個、臨時乘降場3個、巴士站2個）[1]
- 複線路段：沒有（全線單線）
- 電氣化路段：沒有（全線非電氣化（日语：非電化））[1]
- 閉塞方式：Tablet閉塞式，後來上士幌－糠平間改為票券閉塞
  - 可交換車站：4個（音更、士幌、上士幌、糠平）

## 历史

### 开通
带广 - 上士幌区间原本根据轻便铁道法建设，于1925年（大正14年）开通。上士幌以北则为改正铁道敷设法别表第141号所规定的预定线路“十勝國上士幌至石狩國'Rubeshibe'铁道”的一部分，并于1939年（昭和14年）开通至十胜三股。上士幌 - 十胜三股的工程费用总计194万日元。另外，石狩国Rubeshibe（留辺志部）即现时的石北本線上川站，而该预定线的走向相当于如今的國道273號。
1953年（昭和28年）7月，由于电源开发开始建设糠平大坝，旧糠平站及周边区间因此将被淹没在新形成的糠平湖之中，因此士幌线于1955年（昭和30年）8月1日变更了清水谷 - 幌加的一部分区间。由于新线沿糠平湖的南岸向西岸迂回建设，因此该区间较原走向长2.3km。然而，在走向变更后，新建设的糠平站比原站更为接近糠平温泉。1956年（昭和31年）6月，由于糠平水坝竣工，位于糠平湖中的Taushubetsu川桥梁也随即被淹没。但随着季节的变化，湖面有时也会降到桥梁之下，使之露出水面。
糠平以北拥有最大千分之25度的陡坡，曾导致多起货车在下坡时失控的事故。最严重的事故发生于1956年（昭和31年）7月3日，一节货车车厢在上士幌站因失控而发生溜车，导致其和正在上坡的列车正面相撞，造成6人死亡，62人受伤。
糠平以北的地区在战后的相当一段时间内，并无除铁道以外的其它交通手段。随着同士幌线并行的国道243号于1960年代末开始整备，并于1972年（昭和47年）穿过士幌线无法通过的三国峠，开通通往上川町的线路，沿线居民大多搬迁至上士幌町的中心地区，导致糠平以北自此成为无人地带。
以往，木材曾通过在十胜三股站、幌加站开行货物列车运出，而假期则有温泉客人和滑雪者前往糠平站。然而，木材的运输量逐年下降，而游客也随道路整备的进展而大多转移至租赁巴士。1975年（昭和50年）9月开始，士幌线不再进行木材运输，货物也处于有供无求的状态。由于木材运输的减少，上士幌营林署三股事业所也于10月大幅缩小。1976年（昭和51年）3月，为营林署从业员子女设立的三股小中学校废校，位于三股的制材工场也于9月搬迁至上士幌市街地，萩冈邮便局三股分室被废除，十胜三股站附近自此再无集落，而糠平 - 十胜三股区间的运输也呈现出了极度稀疏的状态。

### 巴士代行
1977年（昭和52年），原先拥有人口1,500人，设有免下车餐厅和杂货店、原邮便局分室（只售卖邮票和明信片的民宅）的十胜三股仅剩有5户共14人的人口。此外，沿线还有幌加温泉的2家温泉旅馆、营林署保养所的工作人员在内的3户共计8人和幌加的2户共计5人。
同年糠平 - 十胜三股之间的4对列车的每日单程平均乘客数（含使用北海道Wide周游券客的乘客）仅为7人、1978年度（昭和53年度）则为6人。根据钏路铁道管理局的计算，该区间的营业系数已上升至当22,500（士幌线全体为1,497），也就意味着其每收入100万日元，需要耗费经费2亿2,500万日元，其中人工费、动力费、修理费、业务费等直接使用于地方费用为1亿5800万日元，剩下的6700万日元则为本社、管理局相关经费的负担等间接费用。
1965年，十胜三股地区和幌加地区的合计人口为238户共1044人，而这一数字则在1977年（昭和52年）减少为10户共27人。
1976年（昭和51年）秋，钏路铁道管理局在经营会议上提出了糠平 - 十胜三股下一步的运营对策。由于沿线并无货物需要运输，更无旅客乘坐，而如若继续维持列车运行，冬季还需维护线路，且沿线有并行道路，因此，钏路铁道管理局最终得出了应当将该段由汽车运输替代的结论。1977年（昭和52年）夏，国铁开始向上士幌町探讨巴士代行的方案。原本双方也曾讨论过转换为国铁巴士，但由于并不合算，因此最终提议改为使用定员10人左右的大型出租车替代运行。
以往，十胜三股地区常有1.5m深的积雪。由于十胜三股的始发列车于5时38分发车，因此必须在4时以前就从糠平站开行除雪车，而如若需要使用犁式除雪车，则需要从带广借调。此外，初春时节还有发生雪崩的危险，因而工作人员的巡逻也不可或缺。
虽然上士幌町对巴士代行作出了妥协，但仍然要求由国铁负责运行代行线路。但是，由于该区间并非为废除铁路的代替措施，尚有因环境变化而重新开始运行列车之可能性，故仍然同铁道维持相同的时刻表，这为当地民众和旅客带来了不便。由于夏季的登山和秋季的葡萄、蘑菇采摘和冬季的狩猎等活动预计会有约20人的旅客，因此沿线希望代行车辆能由小型巴士替代出租车。此外，考虑到当地经济情况，也有提案建议将代行运输委托至在上士幌町内营业的上士幌出租车运营。
此外，代替巴士的形态同亏损铁路线的代替巴士相同，因此适用于道路运送法第101条规定，在发生了损害住民福祉的紧急情况下，允许私家车进行有偿运输。此外，代替巴士线路所使用的小型巴士（定员24人）也被允许使用白色车牌运输国铁的旅客。虽然同法第101条原本仅适用于灾害等情况，但札幌陆运局和带广陆运事务所对“紧急情况”作出了扩大解释，将废除巴士线路也纳入其中，使得国铁的代行巴士也适用于该情况。
1978年（昭和53年）12月25日，糠平 - 十胜三股停止运行列车，由上士幌出租车运行代替巴士。在同上士幌町经过协议后，国铁关闭了十胜三股站站房，并在临近的国道273号一旁设置了新的十胜三股停留所，同时设置了简易候车室。幌加的站房和候车设施则被利用。糠平 - 幌加之间则新设置了滑雪场入口停留所，幌加 - 十胜三股之间则新设置了幌加温泉入口停留所。由于原本乘客便减少，因此在转换为巴士的过程中并未引起较大的混乱，很快便完成了转换。
当时，每年的巴士运行和车票售卖的委托费用需要2,000万日元。但是，由于亏损区间的休止，士幌线全区间的营业系数在1978年下降至1,063。
在1978年12月至1979年7月之间，糠平 - 十胜三股之间的代行巴士每日平均乘客数量为下行11.6人，上行9.2人，这是因为登山者在下车后，会步行穿过山的另一侧，因此不会再乘坐下行班次。
但是，此时改正铁道敷设法别表第141号仍具备法律效力。因此，为准备将铁路延伸至上川，休止区间并未完成废除手续，而线路和站房也在原位保留，如此以来如若乘客人数有所恢复，列车便能随时重新开始运行。然而，虽然建筑物并未被拆除，但也并未进行维护。由于上述种种原因，代行巴士同铁道被同等看待，运费计算也和一般的铁路线相同。
上士幌出租车的巴士替代运输模式极为特殊，在乘客稀少的情况下，有时亦会以面包车和中型出租车替代巴士运行。虽然在名义上为替代巴士，但在市售的时刻表上仅作为普通巴士记述。
而人口较多的上士幌 - 带广也逐渐开始衰落。而相反的，带广近郊（音更 - 帯広）的通勤运输则因班次过少，无法同巴士和私家车对抗。货物方面，由于木材得以自由进口，林业因此极大衰落，而农产品运输则因转移至公路运输，运输量也急剧减少。
1980年（昭和55年），伴随国铁再建法颁布，士幌线全线被指定为第2次特定地方交通線，并在国铁分割民营化前的1987年（昭和62年）3月全线废除。

### 废除后
在士幌线废除后，代替巴士由十胜巴士、北海道拓殖巴士（带广 - 糠平）、上士幌出租车（糠平 - 十胜三股）运行。截止2022年（令和4年），带广巴士总站 - 上士幌邮便局前每日开行16对（学校假日为上行15班、下行14班。休息日为10对）、上士幌邮便局前 - 糠平源泉乡滑雪场前每日开行4对班车。此外，相较于以往，运行于带广 - 音更之间的区间班车有所增加。截止2022年，十胜巴士、北海道拓殖巴士两社的合计发车间隔为15分钟（休息日为1小时3班）。
2003年（平成15年），由于客流过少，上士幌出租车运行于糠平 - 十胜三股之间的代替巴士被废除。在运营末期，由于该线每日仅有1对班车，因此使得游客难以乘坐巴士。在运营末期，每年的利用人数不满40人，使得即使由中型出租车代替巴士运行也无法避免亏损。作为替代，运行于带广 - 旭川之间的巴士线路“North Liner三国号”（道北巴士、北海道拓殖巴士、十胜巴士）于同年开始开始在糠平和十胜三股进行乘降，每日共有2对班车，但于2010年（平成22年）7月开始削减为1对。
在士幌线于1987年（昭和62年）废除后，带广 - 糠平区间的线路被全部撤除，但糠平 - 十胜三股由于在9年前便已停运，甚至出现了荒废的轨道之间长出树木的情况，再加之拱桥的劣化等原因，迫使国铁不得不将糠平 - 十胜三股区间的设施原地闲置。
之后，沿线展开了保存相关设施，尤其是混凝土制拱桥的运动。在1999年（平成11年）、2003年（平成15年）和2017年（平成29年），共有7座桥梁、1座隧道和1个站台被列入有形文化财。此外，另有以Taushubetsu川桥梁为代表的34座桥梁于2001年（平成13年）被指定为北海道遗产。然而，由于Taushubetsu桥梁没有被选入有形文化财，且风化作用严重，因此其消失仅为时间问题。关于桥梁保存一事，负责管理的电源开发株式会社否定到，由于桥梁已由国铁放弃，已然成为废墟。虽然水库在其管辖范围内，但并不意味着桥梁也同样在内，而当地也并未提出要求，因此从未考虑过相关事宜。
此外，旧糠平站内，如今运行着名为“东大雪高原铁道”，长约662m的窄轨小火车，而在旧幌加站附近，也有长500m的木制小火车“森之小火车·EcoRail”运行。
2012年，沿线因“活用旧国铁士幌线文化遗产的城镇建设”而获得了“手工乡土赏”的奖赏。

### 年表
- 1925年（大正14年）12月10日 带广 - 士幌 (30.1km) 作为士幌線开通[2][15]，新设木野站、音更站、驹场站、中士幌站、士幌站[1]。
- 1926年（大正15年）7月10日 士幌 - 上士幌 (8.3 km) 开通[2][16]，新设上士幌站[1]。
- 1929年（昭和4年） 上士幌 - 十胜三股开始测量设计。
- 1930年（昭和5年）10月1日 不再运行二等座车[17]。
- 1934年（昭和9年）9月 上士幌 - 十胜三股开工建设。
- 1935年（昭和10年）11月26日 上士幌 - 清水谷 (10.4 km) 开通[2][18]，新设萩冈站、清水谷站。
- 1951年（昭和26年）9月20日 幌加站发生货车失控事故，导致2辆满载木材的货车车厢在上士幌站同堆积的枕木相撞。
- 1954年（昭和29年）11月 糠平 - 幌加发生雪崩，导致长达1个月的运行停止。由于十胜三股的居民无法获得粮食，导致了饥饿问题。
- 1955年（昭和30年）8月1日 因糠平水坝建設，清水谷 - 糠平 - 幌加 (+2.3km) 经路变更[2]。糠平站移设[1]。
- 1956年（昭和31年）
  - 月日不详 新设糠平水坝假乘降场[1]（仅在旅游季营业）。
  - 2月10日 伴随Kiha41400型柴聯車投入使用，旅客运输和货物运输分离。
  - 7月3日 1辆满载圆木的货车在上士幌站失控，同迎面驶来的载有80名旅客的柴聯車相撞，致5人死亡，多人受伤。
  - 12月15日 新设武仪站、黑石平站。
- 1957年（昭和32年）12月25日 新设北平和站[1]。
- 1963年（昭和38年）11月1日 新设电力所前假乘降场[1]（仅上行列车停靠），同时黑石平站改为仅下行列车停靠。
- 1966年（昭和41年）10月1日 新设新士幌假乘降场[1]。
- 1969年（昭和44年）11月28日 在士幌站编接中的7辆货车发生失控，在人为控制驶入7.5km后的中士幌站侧线后同12辆货车相撞[19]。
- 1975年（昭和50年）4月13日 帯广 - 糠平运行SL告别列车（但蒸汽机车直到21日才完全被替换）[20]。
- 1978年（昭和53年）
  - 12月20日 上士幌 - 十胜三股货物营业废除[2]。
  - 12月25日 糠平 - 十胜三股 (18.6 km) 改为由巴士替代运行[21][2][1]。新设滑雪场入口停留所、幌加温泉入口停留所[1]。
- 1982年（昭和57年）11月15日 带广 - 上士幌货物营业废除[2][22]。
- 1984年（昭和59年）6月22日 被指定为第2次特定地方交通線，批准废除[23]。
- 1986年（昭和61年）12月6日、12月7日 作为和将要一同废除的广尾线召开的共同企划，临时列车阿尔法大陆急行列车作为最后的特急列车运行。
- 1987年（昭和62年）3月23日 全线 (78.3 km) 废除[2][1]，转换至十胜巴士、北海道拓殖巴士、上士幌出租车[7]。

## 运行形态
在士幌线废除前一年进行的1986年11月1日运行图调整中，该线运行以下班次。
- 带广 - 糠平 5对
- 帯广 → 上士幌 夜间下行1班次
- 糠平 - 十胜三股 4对（巴士代行）

1966年8月，连接士幌線的糠平站和广尾站的临时急行（广尾线内列车名为“广尾”，士幌线内列车名为“士幌”）开始运行，共持续了2周（停靠音更站、士幌站、上士幌站）。1967年开始，糠平和广尾之间开始运行临时急行“大平原”，而广尾站的国铁巴士接驳线亦增加班次。“大平原”是少见的连接两条地方盲腸線的线路，运行形态十分罕见。士幌线最后运行“大平原”是在1974年夏，而广尾线也在翌年停止运行“大平原”。
临时急行“大平原”停车站（1969年9月时）
广尾 - 大树 - 带广 - 士幌 - 上士幌 - 糠平

## 車站列表
所有車站都位於北海道。公司名等以廢除時為準。糠平站－十勝三股站間自1978年起改由巴士代行。
| 中文站名               | 日文站名 | 英文站名 | 站間距離 | 營業距離 | 接續路線                                                             | 所在地         | 所在地 |
| ---------------------- | -------- | -------- | -------- | -------- | -------------------------------------------------------------------- | -------------- | ------ |
| 帶廣                   |          |          | -        | 0.0      | 日本國有鐵道：根室本線、廣尾線（1987年2月2日廢除）                   | 帶廣市         |        |
| 木野                   |          |          | 4.4      | 4.4      |                                                                      | 河東郡音更町   |        |
| 音更                   |          |          | 5.6      | 10.0     |                                                                      | 河東郡音更町   |        |
| 駒場                   |          |          | 5.6      | 15.6     |                                                                      | 河東郡音更町   |        |
| 武儀                   |          |          | 2.8      | 18.4     |                                                                      | 河東郡音更町   |        |
| 中士幌                 |          |          | 4.1      | 22.5     |                                                                      | 河東郡士幌町   |        |
| 新士幌臨時乘降場       |          | /        | -        | (26.4)   |                                                                      | 河東郡士幌町   |        |
| 士幌                   |          |          | 7.6      | 30.1     |                                                                      | 河東郡士幌町   |        |
| 北平和                 |          |          | 4.3      | 34.4     |                                                                      | 河東郡士幌町   |        |
| 上士幌                 |          |          | 4.0      | 38.4     | 北海道拓殖鐵道：北海道拓殖鐵道線（1949年9月1日東瓜幕－上士幌間廢除） | 河東郡上士幌町 |        |
| 萩岡                   |          |          | 5.1      | 43.5     |                                                                      | 河東郡上士幌町 |        |
| 清水谷                 |          |          | 5.3      | 48.8     |                                                                      | 河東郡上士幌町 |        |
| 黑石平                 |          |          | 4.8      | 53.6     |                                                                      | 河東郡上士幌町 |        |
| 電力所前臨時乘降場     |          | /        | -        | (54.6)   |                                                                      | 河東郡上士幌町 |        |
| （糠平大壩臨時乘降場） |          | /        |          |          |                                                                      | 河東郡上士幌町 |        |
| 糠平                   |          |          | 6.1      | 59.7     |                                                                      | 河東郡上士幌町 |        |
| 滑雪場入口巴士站       |          | /        |          |          |                                                                      | 河東郡上士幌町 |        |
| 幌加                   |          |          | 11.6     | 71.3     |                                                                      | 河東郡上士幌町 |        |
| 幌加溫泉入口巴士站     |          | /        |          |          |                                                                      | 河東郡上士幌町 |        |
| 十勝三股               |          |          | 7.0      | 78.3     |                                                                      | 河東郡上士幌町 |        |